# افي بيرمان
افي بيرمان (بالعبرية: אבי ברמן‏) هو ملحن إسرائيلي، ولد في 2 يوليو 1971 في تل أبيب في إسرائيل.

## وصلات خارجية
- الموقع الرسمي